# Simona Argentieri
Simona Argentieri (Firenze, 19 gennaio 1940) è una psicoanalista e saggista italiana.

## Biografia
Simona Argentieri nasce come Simonetta Bondi il 19 gennaio 1940 a Firenze da Yvonne Ajello e Gianfranco Bondi. Per sfuggire alle persecuzioni razziali, si rifugeranno nella villa di campagna dei nonni materni vicino a Lucca. Nel 1947 si trasferiranno a Roma; dove Simona svolgerà i suoi studi e si iscriverà alla facoltà di Medicina, già con l’intento di dedicarsi alla psicoanalisi e alla psichiatria.
Nel 1965 sposa il medico Raffaele Argentieri e riduce il nome anagrafico Simonetta in Simona. Nel 1967 si laurea con lode e nasce l'unico figlio Alessio.
Nel 1968 inizia il training nella Società psicoanalitica italiana. Svolge l'analisi didattica con Stefano Fajrajzen; tra i suoi maestri ci sono Emilio Servadio, Piero Bellanova, Eugenio Gaddini. Al termine della formazione viene coinvolta in compiti istituzionali nazionali ed internazionali a livello dell'IPA (l'Associazione internazionale di psicoanalisi fondata da Freud nel 1910).
Nel 1992 si schiera con un gruppo minoritario di colleghi della Spi, tra i quali Servadio, che condurrà a una scissione e alla creazione di una nuova società: l'Associazione Italiana di Psicoanalisi), alla quale tuttora appartiene come full member e training analyst.

## Attività scientifica e culturale
I suoi principali interessi scientifici e culturali si rivolgono alla storia della psicoanalisi; ai rapporti tra psicoanalisi e linguaggio, in particolare rispetto al polilinguismo; all’area dei processi mentali precoci e del rapporto mente-corpo; ai temi del falso, del pregiudizio, della malafede; dello sviluppo psico-sessuale e dell’identità di genere maschile e femminile; dei processi creativi e dei rapporti tra arte e psicoanalisi, in particolare rispetto al cinema.
Accanto all'attività clinica, didattica e scientifica psicoanalitica a livello nazionale e internazionale, ha tenuto corsi e seminari in ambito universitario (nelle Facoltà di medicina, lettere e filosofia, sociologia e giurisprudenza). Si è dedicata alla formazione permanente degli insegnanti, dei medici, degli psichiatri e degli psicologi; dei magistrati nell'ambito dei corsi del Consiglio superiore della magistratura. È impegnata nel campo della bioetica, particolarmente riguardo alle questioni di fine vita.

## Onorificenze
Nel 2008 le è stata conferita la medaglia della presidenza del Consiglio dei ministri per meriti scientifici e culturali. Tra le motivazioni: “… Attenta studiosa delle contraddizioni del nostro tempo, ha scandagliato i fondali misteriosi dell’inconscio e delle relazioni personali, siano esse di coppia o di famiglia. Il ruolo del padre, i drammi dell’anoressia e della bulimia, le paure infantili, l’ambiguità, ma anche la dimensione psicoanalitica dell’opera artistica […] La sfida che affronta [è] attorno al futuro della psicoanalisi, alla sua essenza di scienza che scava il profondo e il senso della vita […] una ricerca di frontiera che stimola riflessioni e apre nuovi orizzonti …”
Nel giugno 2021 riceve alla Galleria Nazionale d’Arte Moderna e Contemporanea di Roma il Premio Arte: Sostantivo Femminile, attribuito a donne che “contribuiscono con grazia, capacità e professionalità a far crescere l’arte e la cultura in ogni sua forma".

## Collaborazioni
Ha collaborato intensamente in radio e televisione, con la stampa non specializzata (Paese Sera, Noi Donne, L’Espresso, La Repubblica, poi Mind, Micromega) su temi di psicoanalisi, cultura e società.
Ha curato la sezione "Psiche" del Dizionario Cervello Mente Psiche, Enciclopedia Treccani e ha pubblicato estesamente, in Italia e all'estero, sia in ambito psicoanalitico sia in ambito culturale.

## Opere principali
- Freud a Hollywood (la messa in scena della cura psicoanalitica nel cinema americano, con A. Sapori) Torino, Nuova ERI, 1988, ISBN 9788839704924.[4]
- La fatica di crescere: Anoressia-Bulimia, sintomi del malessere di un'epoca confusa (con S. Rossini) Milano, Frassinelli, 1989, ISBN 9788876845291.
- Simona Argentieri (a cura di), Freud e l'arte, Roma, Il Pensiero Scientifico, 1990, ISBN 9788870024579..
- La Babele dell'inconscio - Lingua madre e lingue straniere nella dimensione psicoanalitica (cosa accade nella mente di chi parla, pensa, sogna in più lingue; con J. Amati e J. Canestri). Milano, Raffaello Cortina, Prima edizione 1990. Seconda edizione aggiornata 2003. Tradotto in 6 lingue, ISBN 9788870788167.[5]
- L'uomo nero. Piccolo catalogo delle paure infantili (con P. Carrano). Mondadori, 1994. Ristampato in versione ampliata e aggiornata nel 2006, edizioni Magi, con il titolo Dall'uomo nero al terrorista, ISBN 9788874871735[6]
- Il padre materno, da San Giuseppe ai nuovi mammi. Roma, Meltemi, 1999, ISBN 9788869164651.
- L'ambiguità, Einaudi, 2008, ISBN 9788806192051[7]
- A qualcuno piace uguale - Omosessualità e pregiudizio, Torino, Einaudi, 2010, ISBN 9788806201463.[8]
- Dietro lo schermo - Una psicoanalista al cinema Espress, 2012, ISBN 9788897412564.[9]
- In difesa della psicoanalisi [10] (con S. Bolognini, A. Di Ciaccia, L. Zoja) Torino, Einaudi, 2013, ISBN 9788806214555[11]
- Il padre materno, venti anni dopo, Torino, Einaudi,  2014, ISBN 9788806216436. Traduzione in spagnolo nel settembre 2021 El padre materno
- Stress e altri equivoci (con N. Gosio), Torino, Einaudi, 2015, ISBN 9788806215767.
- Freud, l'avventura dell'inconscio, Clichy, 2015, ISBN 9788867991686.